# (14684) Reyes
(14684) Reyes (1999 XQ167) – planetoida z pasa głównego asteroid okrążająca Słońce w ciągu 3,61 lat w średniej odległości 2,35 j.a. Odkryta 10 grudnia 1999 roku.